# イソ吉草酸血症
イソ吉草酸血症(いそきっそうさんけつしょう、Isovaleric acidemia、Isovaleric aciduria、Isovaleric acid CoA dehydrogenase deficiency)は分岐鎖アミノ酸であるロイシンの代謝異常を原因とする、珍しい常染色体劣性先天性代謝異常症であり、古典的な有機酸血症である。また、指定難病に指定されている。

## 症状
汗をかいた足の裏のような独特の尿臭が特徴である。この臭いはイソ吉草酸の蓄積によって引き起こされる。
半数の症例で、生後数日以内に哺乳不良・嘔吐・痙攣・昏睡をもたらす疲労などが見られる。これらは通常生命に関わるほど深刻である。他の症例では、小児期にゆっくりと症状が現れる。感染症、高タンパク食品を引き金に発症することもある。

## 診断
質量分析法による尿のスクリーニングにより早期診断が可能。尿中のイソバレリルグリシン、血漿中のイソバレリルカルニチンの濃度上昇が見られる。

## 遺伝学

常染色体劣性遺伝パターン

この疾患は常染色体劣性遺伝する。つまり、父母双方から異常な遺伝子を受け継いだ場合に発症する。片方の親からのみ受け継いだ場合、子供はキャリアとなるが、たいてい発症はしない。

## 病態生理
IVD遺伝子にコードされるイソバレリルCoAデヒドロゲナーゼ(EC 1.3.99.10)は、タンパク質中の必須アミノ酸、ロイシンの代謝分解に関わる。IVD遺伝子の変異はこの酵素の活性を落とし、ロイシンの分解能力を低下させる。これによってイソ吉草酸が蓄積し、脳神経障害が起こる。

## 治療
タンパク質、特にロイシンの制限が行われる。急性の増悪には、イソ吉草酸と結合するグリシンやカルニチンが投与される。
また、ビオチンが投与されることもある。ビオチンはロイシン・イソロイシンの代謝に不可欠で、多くの有機酸血症患者がビオチンの恩恵を受けることができる。また、他の原因でビオチンが欠乏しても、血中の有機酸濃度が上昇し、有機酸血症に似た深刻な症状が現れる。ビオチン欠乏は血中の3-ヒドロキシイソ吉草酸濃度上昇によって検出できる。

## 疫学
米国では250,000人に1人の頻度で見られる。

## 参照
- メープルシロップ尿症
- メチルマロン酸血症
- プロピオン酸血症